# Kaspar Memberger
(Johann) Kaspar Memberger der Ältere (* ca. 1555; † ca. 1618 in Konstanz) war von 1593 bis 1598 Hofmaler des Salzburger Fürsterzbischofs Wolf Dietrich von Raitenau.

## Leben
Johann Caspar Memberger war ein Sohn des Malers Philipp Memberger. Obwohl nur wenige Werke von ihm bekannt sind, gilt er als wichtiger Vertreter des süddeutschen Manierismus. Sein frühestes bekanntes Werk ist eine mit „CM“ signierte Buchillustration aus dem Jahr 1569, die von Mark Sittich von Hohenems, Bischof von Konstanz, in Auftrag gegeben wurde. Memberger reiste 1579 mit Bischofs Markus Sitticus von Hohenems nach Rom. Dort war er an der Ausstattung des Palazzo Altemps, der römischen Residenz des Kardinals beschäftigt. Ein bisher Vitruvio Alberi zugeschriebenen Madonna im Studiolo des Palazzo Altemps dürfte eine Freskomalereien Membergers sein.
1588 wurde Memberger zum Hofmaler des Salzburger Fürstbischofs Wolf Dietrich von Raitenau ernannt, der ihn wahrscheinlich in Rom bei dessen Onkel Markus Sitticus von Hohenems kennengelernt hatte. Zu den frühen Werken Membergers in Salzburg zählt ein fünfteiliger Zyklus über die Sintflut, den er 1588 für Wolf Dietrich anfertigte.
Vergleiche mit Werken der Familie Bassano zeigen, dass Memberger deren Werke kannte. Membergers Porträt des Raitenauers verrät, dass der Künstler auch mit römischer und florentinischer Bildnismalerei vertraut war. 1598 kehrte er nach Konstanz zurück, wo er zumindest noch bis 1616 tätig war. Ein Zyklus von 15 Tafelbildern in der Christuskirche in Konstanz mit Szenen zum Rosenkranz stammt ebenfalls von ihm.
In Salzburg ist die Membergerstraße nach ihm benannt.

## Werke

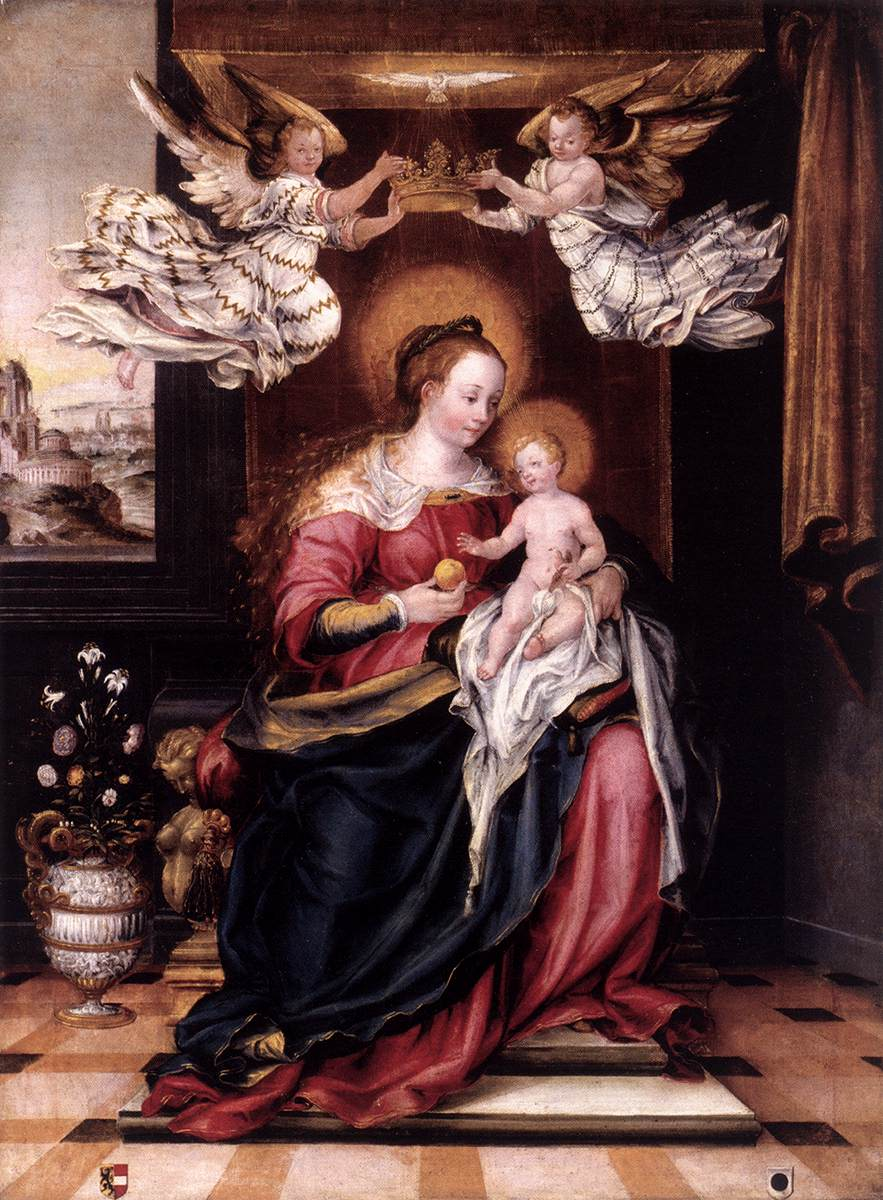
Madonna mit Kind, 1589

- „Kreuztragung“, Wandgemälde für den romanischen Dom, heute in der  Stiftskirche St. Peter in Salzburg.
- 1588: 1. „Der Bau der Arche Noah“, Öl auf Leinwand, 128 × 166 cm, Residenzgalerie, Salzburg.
- 1588: 2. „Der Einzug in die Arche Noahs“, Öl auf Leinwand, 124 × 163 cm, Residenzgalerie, Salzburg.
- 1588: 3. „Die Sintflut“, Öl auf Leinwand, 127,5 × 164 cm, Residenzgalerie, Salzburg.
- 1588: 4. „Der Auszug aus der Arche Noahs“, Öl auf Leinwand, 128 × 164 cm, Residenzgalerie, Salzburg.
- 1588: 5. „Noahs Dankopfer“, Öl auf Leinwand, 128 × 166 cm, Öl auf Leinwand, 128 × 166 cm, Residenzgalerie, Salzburg.
- 1589: „Madonna mit Kind“, Öl auf Leinwand, 107,5 × 80,5 cm, Residenzgalerie, Salzburg, Inv.-Nr. 451.
- 1589: Porträt Eb. Wolf Dietrich „AETAT=SVAE.XXX.“, Öl auf Leinwand, 105,5 × 110,5 cm, Salzburg Museum Inv.-Nr. 21/25.
- 1596: Epitaph für Augustin Tondio († 1596), den Sekretär Wolf Dietrich von Raitenau, Holz bemalt, ehemals in der Margarethenkapelle auf dem Friedhof von St. Peter, heute Dommuseum Salzburg.
- 1602: „Verklärung Christi auf dem Berg Tabor mit den Propheten Elias und Moses und den Heiligen Johannes, Petrus und Jakobus“, mit dem Stifter Jacob Rassler (1568–1617), Öl auf Holz, 179 × 119 cm, gerahmt, Privatbesitz.